# Alex Trebek
George Alexander Trebek, dit Alex Trebek est un animateur et producteur de télévision, journaliste et acteur canadien, né le 22 juillet 1940 à Sudbury (Ontario) et mort le 8 novembre 2020 à Los Angeles (Californie).
Il a notamment été l'animateur du jeu télévisé américain Jeopardy! depuis le 10 septembre 1984 et pendant trente-six ans jusqu'à sa mort. Tout au long de sa carrière, il a aussi animé divers jeux télévisés et fait de multiples apparitions dans des séries télévisées ou des films. Il est devenu citoyen américain en 1998.

## Biographie

### Jeunesse, formation et débuts
Né à Sudbury, en Ontario, Alex Trebek est le fils de la franco-ontarienne Lucille Lagacé et de George Edward Trebek, un immigrant ukrainien. Il commence son éducation chez les Jésuites, à l'école Saint-Louis-de-Gonzague, avant d'obtenir un diplôme au Malvern Collegiate Institute de Toronto en 1958. Il obtient ensuite un diplôme en philosophie à l'université d'Ottawa.
Il fait ses premières armes en radio et télévision à la CBC comme présentateur de nouvelles et de sports.

### Carrière
Le 16 juillet 1974, Alex Trebek et Henri Bergeron assurent l'animation lors de l'émission spéciale Mission, Million... Possible de la Loterie Olympique Canada, diffusé en direct d'Edmonton sur les réseaux Radio-Canada et CBC,.
En juillet 1978, il anime le jeu Reach for the Top (en) dans les deux langues où les finalistes affrontent ceux de sa version française, Génies en herbe, à Charlottetown.
En 36 années passées à la tête du jeu télévisé Jeopardy! et plus de 7 000 émissions, Alex Trebek a réuni des dizaines de millions de téléspectateurs américains et a été récompensé à huit reprises aux Emmy Awards, dont une fois à titre honorifique pour l’ensemble de sa carrière. En France, le jeu avait été diffusé sur TF1 entre 1989 et 1992, avec comme animateur Philippe Risoli.

### Mort et vie privée
Alex Trebek était marié depuis 1990 à Jean Currivan et le père de deux enfants, Matthew et Emily.
Il meurt le 8 novembre 2020 à l'âge de 80 ans, à son domicile de Los Angeles. Il se battait contre un cancer du pancréas depuis près de deux ans.
Le Premier ministre canadien, Justin Trudeau, a exprimé ses condoléances à l’annonce de la disparition de celui qui avait vu le jour à Sudbury en Ontario : « Presque tous les soirs pendant plus de trois décennies, Alex Trebek a diverti et éduqué des millions de personnes dans le monde, inculquant à tant d'entre nous un amour pour les anecdotes. Mes plus sincères condoléances à sa famille, à ses amis et à tous ceux qui pleurent cette terrible perte ».

## Émissions
- 1963–1964: Music Hop (CBC)[8]
- 1964 : Vacation Time : coanimateur (CBC)[9]
- 1966–1970 : CBC Championship Curling : annonceur (CBC)[10]
- 1966–1973 : Reach for the Top (CBC)[11]
- 1969 : Barris & Company : coanimateur/annonceur (pilote) (CBC)[12],[13]
- 1969 : Strategy (CBC)[11]
- 1971 : Pick and Choose (CBC)[14],[15]
- 1972 : Outside/Inside (CBC)[16],[17]
- 1973 : TGIF : annonceur (CBC)[18],[19]
- 1973 : The Wizard of Odds (NBC)[20]
- 1974–1976, 1978–1980 : High Rollers (NBC)[21]
- 1976–1977 : Double Dare (CBS)[22]
- 1976–1980 : Stars on Ice (CTV)[23]
- 1977–1978 : The $128,000 Question[24]
- 1980–1981 : Wall $treet[25]
- 1981–1982 : Pitfall[26]
- 1981–1983 : Battlestars[27]
- 1983 : Malcolm (pilote)[28]
- 1983 : Starcade (pilote)[29]
- 1984–2021 : Jeopardy![30] [Note 1]
- 1985 : Lucky Numbers (pilote)[31]
- 1987 : Second Guess (pilote non vendu)[32]
- 1987 : VTV-Value Television : coanimateur avec Meredith MacRae[32]
- 1987–1991 : Classic Concentration[33]
- 1989–2013 : animateur des finales nationales du concours National Geographic Bee (en)[34]
- 1990 : Super Jeopardy![30]
- 1991 : To Tell the Truth (1990–1991), de février à mai 1991[30]
- 1993 : The Red Badge of Courage/Heart of Courage, spectacle produit au Canada mettant en valeur des personnes courageuses[35]
- 1996–1998 : The Pillsbury Bake-Off[36]
- 1997 : Wheel of Fortune : épisode du 1er avril (également animateur de remplacement en août 1980)[37]
- 1999 : Live from the Hollywood Bowl, diffusion annuelle en direct[38]
- 2017 : Game Changers : animateur et producteur exécutif[39]
- 2020 : Jeopardy! The Greatest of All Time[30]

## Filmographie
- 1987 : Mama's Family (saison 4, épisode 19, « Mama on Jeopardy! ») : lui-même, en tant qu'animateur de Jeopardy![30]
- 1988 : Et si on le gardait ? : lui-même, en tant qu'animateur de Jeopardy!
- 1988 : Rain Man : lui-même, en tant qu'animateur de Jeopardy![40]
- 1990 : Cheers (saison 8, épisode 14, « What Is... Cliff Clavin? »)[40] : lui-même, en tant qu'animateur de Jeopardy!
- 1990 : Predator 2 : lui-même, en tant qu'animateur de Jeopardy! (voix)[41]
- 1990 : The Earth Day Special (en) : lui-même, en tant qu'animateur de Jeopardy![42]
- 1991 : WrestleMania VII : lui-même, en tant qu’annonceur du ring et interviewer[43]
- 1992 : Les Craquantes (saison 7, épisode 16 « Questions and Answers ») : lui-même, en tant qu'animateur de Jeopardy![40]
- 1992 : Les Blancs ne savent pas sauter : lui-même, en tant qu'animateur de Jeopardy![30]
- 1993 : Short Cuts : lui-même, en tant qu'animateur de Jeopardy![44]
- 1993 : Un jour sans fin: lui-même, en tant qu'animateur de Jeopardy! (show #1656)
- 1993 : The Larry Sanders Show (saison 2, épisode 15, « Hank's Wedding ») : lui-même, celui qui marrie Hank Kinsley[44]
- 1993 : Les Razmoket (saison 2, épisode 37, « Game Show Didi ») : Alan Quebec, le présentateur de Super Stumpers[45]
- 1995 : Une nounou d'enfer (saison 3, épisode 2, « Franny and the Professor ») : lui-même, en tant qu'animateur de Jeopardy![46]
- 1995 : Beverly Hills, 90210 : lui-même, en tant qu'animateur de Jeopardy![47]
- 1995 : Petite Fleur (saison 5, épisode 14, « Who's Not on First ») : lui-même, en tant qu'animateur de Jeopardy![30]
- 1995 : Jury Duty : lui-même, en tant qu'animateur de Jeopardy![48]
- 1996 : X-Files (épisode « Jose Chung's From Outer Space ») : un Homme en noir[49]
- 1996 : Seinfeld (saison 8, épisode 9, « The Abstinence ») : lui-même, en tant qu'animateur de Jeopardy![50]
- 1996 : Le Bus magique (saison 2, épisode 6, « Shows and Tells ») : l'annonceur (voix)[51]
- 1996 : Ellen's Energy Adventure : lui-même, en tant qu'animateur de Jeopardy![52]
- 1997 : Ned and Stacey (en) : lui-même, en tant qu'animateur de Jeopardy![53]
- 1997 : The Simpsons (épisode « Miracle on Evergreen Terrace ») : lui-même, en tant qu'animateur de Jeopardy! (voix)[30]
- 1998 : Alerte à Malibu (saison 9, épisode 8, « Swept Away ») : lui-même, en tant qu'animateur de Jeopardy![30]
- 1998 : The Weird Al Show (en) : lui-même, en tant qu'animateur de Jeopardy! (voix)[30]
- 1998 : Le Prince de Sicile : lui-même
- 2000 : À la rencontre de Forrester : lui-même, en tant qu'animateur de Jeopardy![30]
- 2000 : Charlie et ses drôles de dames : lui-même, en tant qu'animateur de Jeopardy![30]
- 2000 : Saturday Night Live : lui-même[54]
- 2000 : Arthur : Alex Lebek, l'animateur de Riddle Quest[55]
- 2000 : Pepper Ann (2 episodes) : lui-même[56]
- 2002 : Saturday Night Live : lui-même[54]
- 2006 : Family Guy (épisode « I Take Thee Quagmire ») : lui-même, en tant qu'animateur de Jeopardy! (voix)[30]
- 2007 : Sans plus attendre : lui-même, en tant qu'animateur de Jeopardy! (voix)[30]
- 2010 : How I Met Your Mother (épisode « False Positive ») : lui-même[30]
- 2012 : The Simpsons (épisode « Penny-Wiseguys ») : lui-même, en tant qu'animateur de Jeopardy! (voix)[30]
- 2013 : How I Met Your Mother (épisode « P.S. I Love You ») : lui-même[30]
- 2013 : Delta Air Lines : lui-même, répondant à une question de type Jeopardy! dans le dernier segment de la vidéo de sécurité sur le thème des vacances de Delta[57]
- 2014 : Hot in Cleveland (saison 5) : lui-même, et en tant que le gardien de parc Alex Trebek
- 2014 : Delta Air Lines : lui-même[57]
- 2014 : The Colbert Report (épisode final) : lui-même[58]
- 2015 : The Amazing Race Canada 3 (en) : lui-même/Greater Sudbury, Ontario Pit-Stop[59]
- 2018 : Orange Is the New Black : lui-même[60]
- 2018 : RuPaul's Drag Race (saison 10) : lui-même[30]
- 2020 : Last Week Tonight with John Oliver : lui-même[30]
- 2020 : Repêchage d'entrée dans la LNH 2020 : lui-même[61]
- 2021 : Free Guy : lui-même, en tant qu'animateur de Jeopardy! (posthume)[62]

## Distinctions
- 1998 : Trophée Meritas-Tabaret
- Emmy Award : Outstanding Game Show Host (à quatre reprises)
- Étoile sur le Hollywood Walk of Fame
- 2017 : Ordre du Canada[63].
- 2021 :  La Scène Alex Trebek, Sony Pictures Studios
- KickAPKs.com

## Parodies
Du fait de sa longévité télévisuelle, Alex Trebek est une cible privilégiée pour les parodies, lesquelles mettent souvent l'accent sur sa nature stoïque ainsi que son obsession à bien prononcer les mots issus de langues étrangères.
Par ailleurs, son étoile sur le Walk of Fame d'Hollywood Boulevard apparaît dans le film S.W.A.T. unité d'élite lors de l'arrestation d'Alex Montel, joué par Olivier Martinez.